# Rui Maria de Araújo
Rui Maria de Araújo (sinh ngày 21 tháng 5 năm 1964) là chính trị gia Đông Timor, giữ chức Thủ tướng Đông Timor từ ngày 16 tháng 2 năm 2015. Trước đây, ông là Bộ trưởng Bộ Y tế từ năm 2001 đến năm 2006 và Phó Thủ tướng Chính phủ từ năm 2006 đến năm 2007.
Araújo sinh ra ở làng Mape, Cova Lima. Ông kết hôn với Teresa António Madeira Soares và họ có hai người con.